# Plateforme solaire

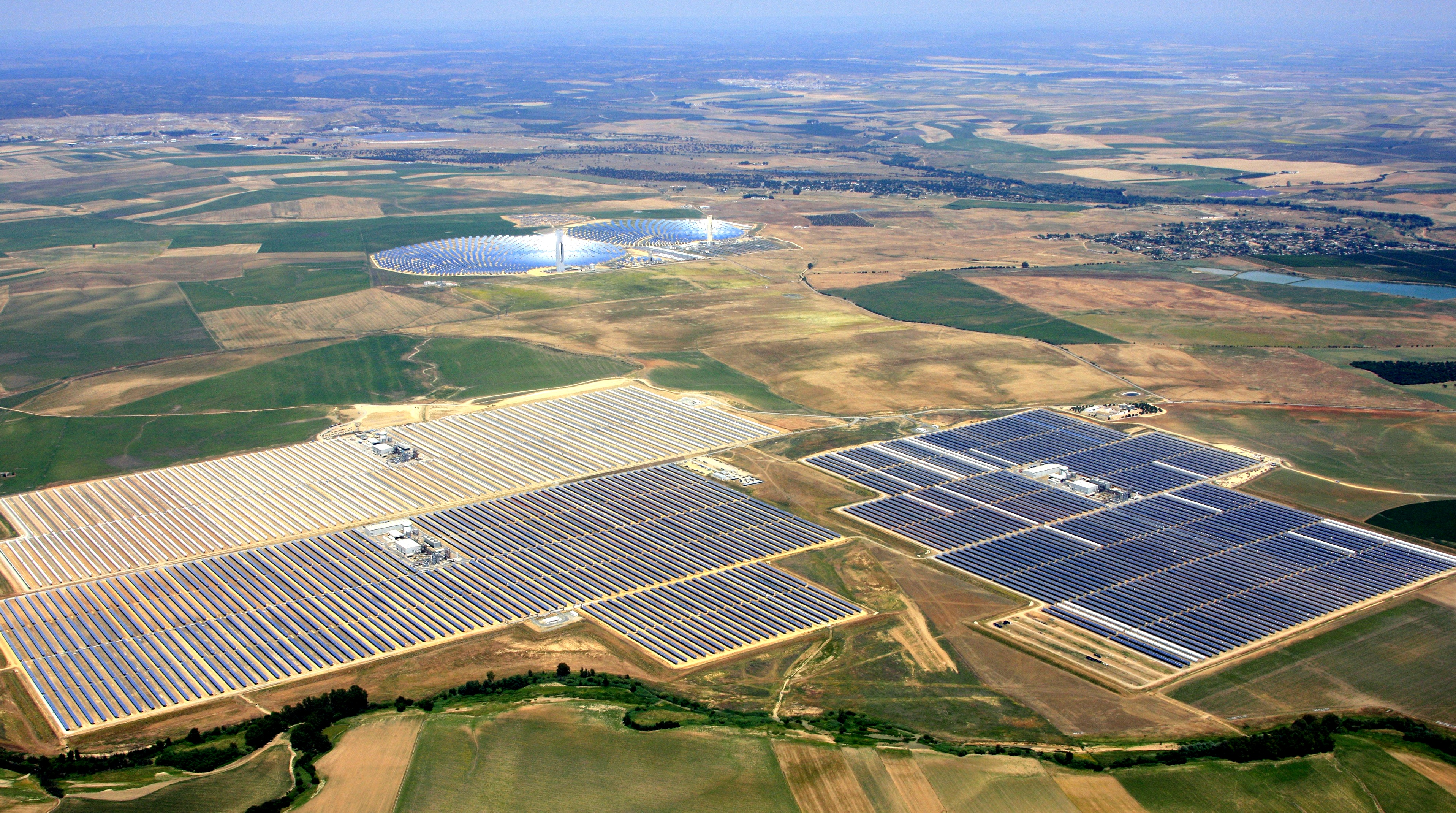
Les trois premières unités de Solnova. I (à droite) III (à l'avant gauche) et IV (à l'arrière gauche). Les deux tours en arrière-plan sont les centrales solaires PS10 et PS20.

La plate-forme solaire est une zone à Sanlúcar la Mayor, en Espagne, destinée principalement au developpement de l'énergie solaire.
La région est le siège de trois centrales électriques importantes, la centrale solaire PS10, la centrale solaire PS20, et la centrale solaire de Solnova.